# Lumby
Lumby is een plaats op het Deense eiland Funen. De plaats telt 788 inwoners (2020) en behoort bestuurlijk tot de gemeente Odense en de regio Zuid-Denemarken. In het dorp staat een molen genaamd Lumby Mølle die gebouwd is in 1820.